# Южно-Курильськ
Южно-Курильськ (рос. Южно-Курильск , яп. ユジノ・クリリスク) — смт. у Южно-Курильському міському окрузі Сахалінської області Російської Федерації. Розташоване на сході острова Кунашир на узбережжі Південно-Курильської протоки.
Населення становить 7863 особи (2019).

## Історія
З 1905 по 3 вересня 1945 року місто перебувало у складі губернаторства Карафуто Японії. Сьогодні воно у складі Южно-Курильського міського округу Сахалінської області.

## Населення
| 1959  | 1970  | 1979  | 1989  | 2002  | 2009  | 2010  |
| ----- | ----- | ----- | ----- | ----- | ----- | ----- |
| 3478  | ↘3214 | ↗4633 | ↗6344 | ↘5751 | ↗6465 | ↘5832 |
| 2011  | 2012  | 2013  | 2014  | 2015  | 2016  | 2017  |
| ↗5869 | ↗6249 | ↗6579 | ↗7048 | ↗7196 | ↘7105 | ↗7518 |
| 2018  | 2019  |       |       |       |       |       |
| ↗7777 | ↗7863 |       |       |       |       |       |